# Le Voyage en Occident (film)
Pour plus de détails, voir Fiche technique et Distribution.
Le Voyage en Occident (chinois : 西遊, Xi You) est un film dramatique franco-taïwanais de Tsai Ming-liang, sorti en 2014.

## Synopsis
Les tribulations d'un moine dans les rues de Marseille.

## Fiche technique
- Titre original : 西遊, Xi You
- Titre français : Le Voyage en Occident
- Titre international : Journey to the West
- Réalisation : Tsai Ming-liang
- Scénario :
- Direction artistique :
- Décors :
- Costumes :
- Montage : LEI Zheng Chin
- Musique :
- Photographie : Antoine Héberlé
- Son : Frédéric Salles
- Directeur de Production : Jean Paul Noguès
- Production : Vincent Wang, Fred Bellaïche, Antonin Dedet, Samuel Tronçon
- Sociétés de production : House on Fire, Neon Productions, Resurgences Group
- Sociétés de distribution :  Urban Distribution
- Budget :
- Pays d’origine :  France/ Taïwan
- Langue originale : français
- Format : couleur - 2,35:1 - son Dolby numérique
- Genre : drame
- Durée : 56 minutes
- Dates de sortie : 
  -  Allemagne : 2014 (Berlinale 2014)

## Distribution
- Lee Kang-sheng : le moine
- Denis Lavant : le dragon

## Distinctions

### Nominations et sélections
- Berlinale 2014 : sélection « Panorama »
- Festival du film de Tribeca 2014